# Solanum clathratum
Solanum clathratum är en potatisväxtart som beskrevs av Otto Sendtner. Solanum clathratum ingår i släktet skattor som ingår i familjen potatisväxter. Inga underarter finns listade i Catalogue of Life.